# هربرت اتو گیله
هربرت اتو گیله (به آلمانی: Herbert Otto Gille) (۸ مارس ۱۸۹۷–۲۶ دسامبر ۱۹۶۶) نظامی بلندپایه آلمانی در دوره رایش سوم و از فرماندهان ارشد وافن-اس‌اس بود. او در ابتدا در نیروی زمینی امپراتوری آلمان خدمت کرد و سپس سال ۱۹۳۴ به اس‌اس پیوست. او جزو یکی از تنها ۲۷ تنی بود که نشان صلیب شوالیه صلیب آهنین با برگ‌های بلوط، شمشیرها و الماس‌ها را دریافت کردند.

## زندگی
هربرت اتو گیله روز ۸ مارس سال ۱۸۹۷ بات گاندرسهایم زاده شد. با خدمت در نیروی زمینی امپراتوری آلمان در جنگ جهانی اول هر دو درجه نشان عالی صلیب آهنین را دریافت کرد. پس از جنگ فعالیت مدنی داشت تا این که سال ۱۹۳۴ به نیروهای رزمی اس‌اس پیوست. با حضور در هنگ گرمانیا در سطوح فرماندهی دسته، گروهان و گردان پیش رفت. بهار سال ۱۹۳۹ با درجه اوبراشتورمبان‌فورر (معادل سرهنگ دوم) مأمور به همکاری در تشکیل یک هنگ رزمی جدید برای اس‌اس شد. خود فرماندهی یکی از گردان‌های را بر عهده گرفت. در این جایگاه در پی آغاز جنگ جهانی دوم در کارزارهای لهستان و فرانسه حضور یافت.
گیله به عنوان فرمانده هنگ توپخانه لشکر تازه‌تشکیل‌شده چند ملیتی ویکینگ اس‌اس برگزیده شد و در جریان تهاجم به شوروی با حمیت و شجاعت شخصی فراوانی آن را هدایت کرد. لشکر او بخشی از سپاه ۳ موتوریزه ورماخت و سپس سپاه ۱۴ موتوریزه ورماخت در گروه ارتش جنوب بود. در نواحی تارنوپول، اومان و کورسون به رزم پرداخت و زمستان سال ۱۹۴۱ تا خط رود میوس پیشروی کرد. سال ۱۹۴۲ در جریان تهاجم به سمت قفقاز، حرکت عمیقی در اراضی دشمن کرد و خود تا رود تِرِک رساند. روز ۸ اکتبر سال ۱۹۴۲ نشان عالی صلیب شوالیه صلیب آهنین به اوبرفورر گیله اعطا شد.
گیله با درجه بریگاده‌فورر (معادل سرتیپ) ماه مه سال ۱۹۴۳ به عنوان فرمانده لشکر ارتقا یافته پانتسرگرنادیر ویکینگ اس‌اس منصوب گردید. تحت هدایت او این لشکر شهرت ویژه‌ای در شدت تهاجم و استواری در دفاع داشت. این لشکر ماه اکتبر همان سال به نخستین لشکر گرمانیک (با شمول نیروی‌های غیر آلمانی) زرهی در وافن-اس‌اس بدل گشت و مابقی سال را در اوکراین به نبرد پرداخت. گیله روز ۱ نوامبر سال ۱۹۴۳ برگ‌های بلوط صلیب شوالیه را به جهت فرماندهی این لشکر دریافت کرد.
لشکر پنجم زرهی اس‌اس ویکینگ ماه ژٰانویه سال ۱۹۴۴ در کنار پنج لشکر آلمانی دیگر، در ناحیه کورسون به محاصره افتاد. هنگامی که مساحت ناحیه تحت محاصره به حدود صد کیلومتر مربع رسیده بود، فرماندهی مجوز اقدام به خروج از آن را صادر کرد. با جلوداری لشکر ویکینگ اس‌اس این اقدام موفقیت‌آمیز بود و ۳۴ هزار تن از مقدار اولیه ۵۵ هزار تن از نیروهای آلمانی نجات یافتند. به جهت این دستاورد روز ۲۰ فوریه سال ۱۹۴۴ شمشیرهای صلیب شوالیه به گیله اعطا گردید.
گیله با مابقی نیروهای فرسوده لشکر خود بهار سال ۱۹۴۴، در یک مأموریت خطیر، از جانب فرماندهی عالی مأمور به دفاع از دژ کوول، آخرین نقطه مستحکم آلمان در شرق مرز سال ۱۹۳۹ با لهستان، شد. این نقطه در معرض محاصره توسط چهار ارتش میدانی کامل شوروی بود. گیله که نمی‌خواست نیروهای خود در این مأموریت غیرممکن فدا کند، خواستار ملاقات شخصی با هیتلر برای توضیح آن شد اما این امکان به او داده نشد. بدین ترتیب خود به تنهایی بدون نیروهایش به داخل محاصره پرواز کرد. در راس مدافعان پیشین و بدون هیچ توپ ضدتانک در حال مقاومت بود که چند تانک لشکر ویکینگ قادر به رخنه درون شهر شدند. با این قابلیت دفاعی پیش گیله قادر شد هشت روز دیگر موضع خود را حفظ کند؛ تا این که مابقی نیروهای لشکر به همراه دو لشکر زرهی و یک لشکر پیاده‌نظام دیگر حلقه محاصره را شکستند و خود را به او رساندند. گیله با نشان ندادن چنین عملکرد «اعجاب‌آوری» روز ۱۹ آوریل سال ۱۹۴۴ مفتخر به دریافت الماس‌های صلیب شوالیه شد.
گیله در ادامه مأمور به تشکیل سپاه ۴ زرهی اس‌اس متشکل از دو لشکر سوم زرهی توتن‌کوپف و پنجم زرهی ویکینگ شد. با این سپاه از ماه اوت سال ۱۹۴۴ درگیر نبردهای دفاعی در ناحیه ورشو بود. گیله روز ۹ نوامبر سال ۱۹۴۴ به درجه اوبرگروپن‌فورر (معادل سپهبد) نائل آمد. ماه بعد برای جلوگیری پیشروی ارتش سرخ به مجارستان منتقل شد. به هر حال درگیر چنین امکانی وجود نداشت و او و نیروهایش ماه‌های پایانی جنگ تا اتریش عقب رانده شدند. گیله ماه مه سال ۱۹۴۵ در راتشتات به اسارت نیروهای آمریکایی درآمد.
گیله پس از جنگ در بازنشستگی و با مشکلات جدی مالی در آلمان زندگی کرد. او همواره با هم‌قطارانش سابقش در ارتباط بود. مسئولیت تشکیل روزنامه جامعه کهنه‌سربازان وافن-اس‌اس (هی‌آگ) را بر عهده داشت. اوبرگروپن‌فورر هربرت اتو گیله در نهایت روز ۲۶ دسامبر سال ۱۹۶۶ در اثر حمله قلبی درگذشت.